# فابيو فيرماني
فابيو فيرماني (Fabio Firmani)، (روما، 26 مايو 1978)، لاعب كرة قدم إيطالي.
بدأ مسيرته الكروية مع نادي فيتيشنزا في موسم 2000/2001، ولعب معهم 23 مباراة وسجل هدف واحد، وفي عام 2001 لعب مع كييفو، وشارك معهم في مباراة واحدة، وفي موسم 2001/2002 لعب مع نادي بولونيا، وشارك معهم في 5 مباريات، وفي موسم 2002/2003 انتقل إلى نادي فينيسيا، وشارك معهم في 21 مباراة وسجل هدف واحد، وفي عام 2003 انتقل إلى نادي كاتانيا، ولعب معهم حتى عام 2005، وشارك معهم في 39 مباراة، ومنذ عام 2005 وهو يلعب مع نادي لاتسيو.
وفي 5 فبراير 2009 انتقل اللاعب إلى نادي الوصل الإماراتي.

## روابط خارجية
- فابيو فيرماني على موقع الاتحاد الدولي (مؤرشف)  (الإنجليزية)
- فابيو فيرماني على موقع إي إس بي إن إف سي (الإنجليزية)
- فابيو فيرماني على موقع قاعدة بيانات كرة القدم.إي يو (الإنجليزية)
- فابيو فيرماني على موقع Soccerway.com (الإنجليزية)
- فابيو فيرماني على موقع عالم كرة القدم.نت (الإنجليزية)
- فابيو فيرماني على موقع كووورة
- فابيو فيرماني على موقع أوليمبيديا (الإنجليزية)